# Законники: Басс Ривз
«Зако́нники: Басс Ривз» (англ. Lawmen: Bass Reeves) — американский телесериал Тейлора Шеридана в жанре вестерна. Премьера состоялась на стриминговой платформе Paramount+ 5 ноября 2023 года, заключительный эпизод вышел 17 декабря. Задуман как первый сериал из антологии о «законниках».

## Сюжет
В центре сюжета — деятельность первого в истории США чернокожего федерального маршала Басса Ривза.

## В ролях

### Главные роли
- Дэвид Ойелоуо — Басс Ривз
- Лорен Э. Бэнкс — Дженни Ривз, жена Басса
- Деми Синглтон — Салли Ривз, старшая дочь Басса
- Форрест Гудлак — Билли Кроу
- Барри Пеппер — Эсау Пирс
- Деннис Куэйд — Шеррилл Линн
- Грэнтем Коулман — Эдвин Джонс
- Дональд Сазерленд — судья Айзак Паркер

### Роли второго плана
- Хоакина Калуканго — Эсме
- Лонни Чевис — Артур Мейберри
- Роб Морган — Рэмзи
- Джастин Хертт-Данкли — Айк Роджерс
- Секу Гудсон — Ньюленд Ривз
- Савея Гудсон — Элис Ривз
- Санайя Гудсон — Харриет Ривз
- Хезер Кафка — Флоренс Хаммерсли

### Эпизодические роли
- Шей Уигем — полковник Джордж Ривз
- Джессика Ойелоуо — Рейчел Ривз
- Дэвид Ли Смит — генерал ван Дорн
- Марго Бингем — Сара Джампер
- Гаррет Хедлунд — Гарретт Монтгомери
- Пола Малкомсон — Мейбл Андервуд
- Крис Кой — Уайли Долливер
- Дейл Дикки — вдова Долливер
- Райан О’Нан — Даррелл Долливер

## Эпизоды
| № общий | № в сезоне | Название                 | Режиссёр                  | Автор сценария            | Дата премьеры   |
| ------- | ---------- | ------------------------ | ------------------------- | ------------------------- | --------------- |
| 1       | 1          | «Часть I» «Part I»       | Кристина Александра Ворос | Телесценарий: Чед Фиан    | 5 ноября 2023   |
| 2       | 2          | «Часть II» «Part II»     | Кристина Александра Ворос | Джуэл Коронел             | 5 ноября 2023   |
| 3       | 3          | «Часть III» «Part III»   | Кристина Александра Ворос | Джейкоб Форман и Нин Чжоу | 12 ноября 2023  |
| 4       | 4          | «Часть IV» «Part IV»     | Дамиан Маркано            | Дж. Тодд Скотт            | 19 ноября 2023  |
| 5       | 5          | «Часть V» «Part V»       | Дамиан Маркано            | Теренс Энтони             | 26 ноября 2023  |
| 6       | 6          | «Часть VI» «Part VI»     | Дэмиэн Маркано            | Джейкоб Форман            | 3 декабря 2023  |
| 7       | 7          | «Часть VII» «Part VII»   | Кристина Александра Ворос | Чед Фиан и К. С. Скотт    | 10 декабря 2023 |
| 8       | 8          | «Часть VIII» «Part VIII» | Кристина Александра Ворос | Чед Фиан                  | 17 декабря 2023 |

## Производство
В сентябре 2021 года стало известно, что Тейлор Шеридан занимается разработкой телесериала о Бассе Ривзе, главную роль в котором сыграет Дэвид Ойелоуо. В мае 2022 года было объявлено, что сериал выйдет на стриминговой платформе Paramount+. Изначально был объявлен как ответвление телесериала «1883», который, в свою очередь, является приквелом телесериала «Йеллоустон», но позже было решено, что сериал не будет частью вселенной Йеллоустоуна. В июне 2022 года стало известно, что Шеридан станет режиссёром пилотного эпизода. В январе 2023 года к актёрскому составу сериала присоединился Деннис Куэйд.
Съёмки планировалось начать в Форт-Уэрте (штат Техас) в октябре 2022 года. В январе 2023 года Куэйд заявил, что съёмки уже идут.
В феврале 2023 года к актёрскому составу присоединились Форрест Гудлак, Лорен Бэнкс и Барри Пеппер, а в следующем месяце — Грэнтем Коулман, Деми Синглтон и Гаррет Хедлунд. В апреле название было изменено с «Басс Ривз» на «Законники: Басс Ривз». С этих пор проект стал задумываться как телесериал-антология, описывающий известных «законников» прошлого. Тогда же стало известно, что роли второго плана в нём сыграют Дональд Сазерленд, Хоакина Калуканго, Лонни Чавис, Роб Морган, Райан О’Нан, Джастин Хертт-Данкли и Шей Уигем.

## Премьера
Премьера телесериала, состоящего из восьми эпизодов, состоялась 5 ноября 2023 года на Paramount+.
12 ноября 2023 года первые два эпизода вышли на канале CBS.

## Восприятие
На сайте-агрегаторе Rotten Tomatoes рейтинг сериала составляет 79 % на основании 33 рецензий критиков со средней оценкой 7,1 из 10 возможных.